# يوهان فريدريش شولتس
يوهان فريدريش شولتس (11 يونيو 1739، مولهاوزن - 27 يونيو 1805، كونيغسبرغ) هو فيلسوف و بروتستانتي ولاهوتي ورياضياتي ألماني. وهو معروف كصديق شخصي مقرب ومفسر موثوق به (شخص يشرح الأفكار المعقدة) لإيمانويل كانط. كان يوهان شولتز قسيس المحكمة الثانية وأستاذ الرياضيات في جامعة كونيجسبيرج.